# SN 2001hk
SN 2001hk – supernowa odkryta 12 listopada 2001 roku w galaktyce A022750+0036. W momencie odkrycia miała maksymalną jasność 23,50m.